# Jameel Warney
Jameel Marcus Warney (ur. 31 stycznia 1994 w New Brunswick) – amerykański koszykarz, występujący na pozycji silnego skrzydłowego, aktualnie zawodnik Seul SK Knights.
W 2017 reprezentował podczas letniej ligi NBA zespoły Dallas Mavericks (również w 2016) i Los Angeles Clippers.
5 maja 2018 został zawodnikiem chińskiego Anhui Wenyi (NBL).
8 stycznia 2019 został wymieniony do Westchester Knicks w zamian za Xaviera Rathan-Mayesa. 17 lipca dołączył do południowokoreańskiego Seul SK Knights.

## Osiągnięcia

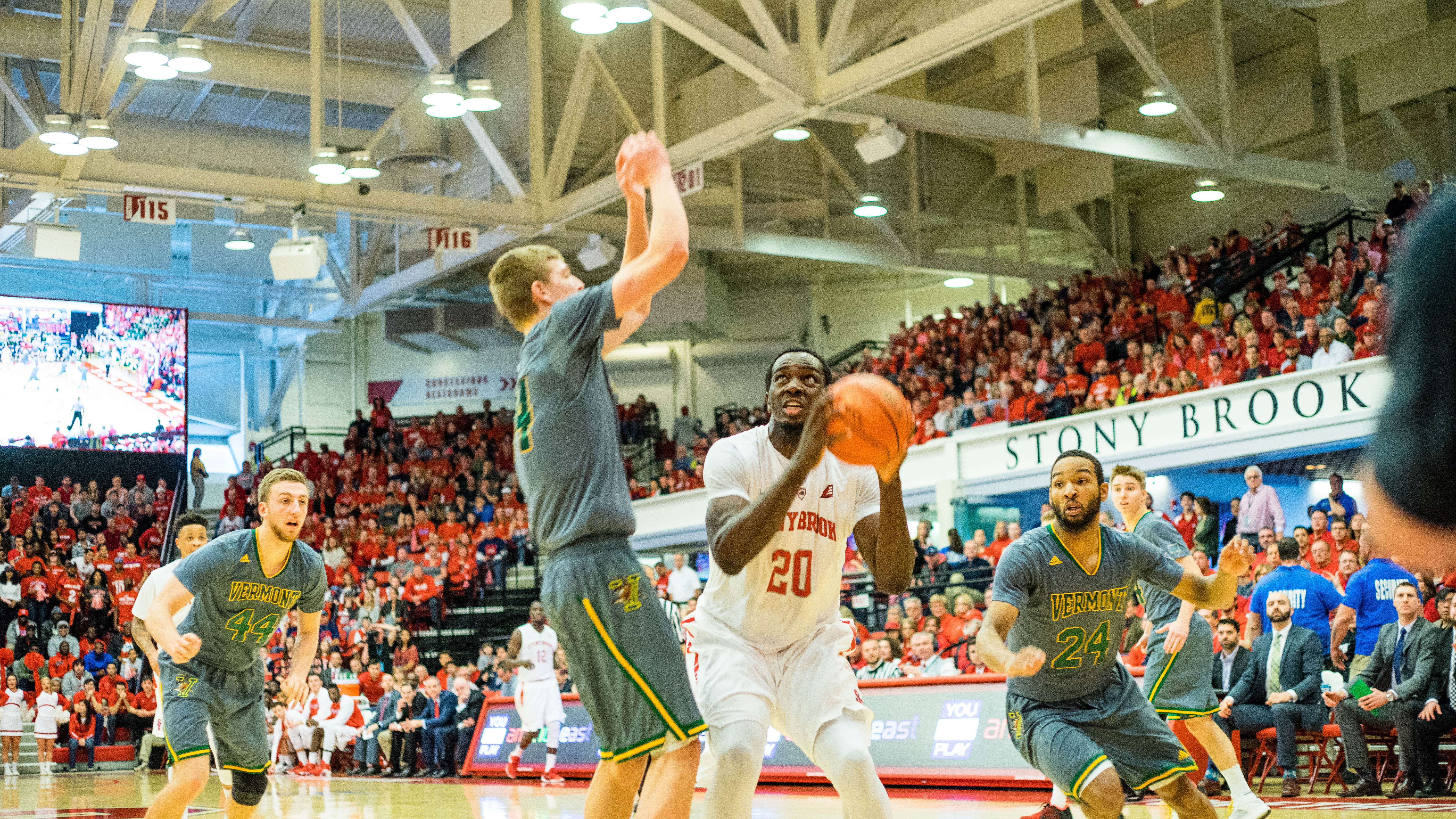
Podczas turnieju American East w 2016.

Stan na 8 grudnia 2019, na podstawie, o ile nie zaznaczono inaczej.
NCAA
- Uczestnik turnieju NCAA (2016)
- Mistrz:
  - turnieju konferencji America East (AEC – 2016)
  - sezonu zasadniczego America East (2013, 2016)
- 3-krotny zawodnik roku konferencji America East (2014–2016)[7]
- MVP turnieju:
  - America East (2016)
  - 2K Sports Classic Detroit Subregional (2014)
- Obrońca roku America East (2015, 2016)
- Najlepszy pierwszoroczny zawodnik konferencji America East (2013)
- Zaliczony do:
  - składu Honorable Mention All-American (2014–2016 przez Associated Press)
  - I składu:
    - All-America East (2014–2016)
    - turnieju:
      - All-America East (2014–2016)
      - 2K Sports Classic Detroit Subregional (2014)

    - defensywnego America East (2013, 2015, 2016)
    - najlepszych pierwszorocznych zawodników America East (2013)

  - II składu America East (2013)
- Lider:
  - AEC w[8]:
    - punktach (2015, 2016)
    - zbiórkach (2015, 2016)
    - blokach (2015, 2016)
    - skuteczności rzutów z gry (2013, 2014, 2016)

  - wszech czasów klubu Stony Brook Seawolves w liczbie:
    - zdobytych:
      - punktów (2132)
      - zbiórek (1275)
      - bloków (275)

    - rozegranych gier (135)
- Zespół Stony Brook Seawolves zastrzegł należący do niego numer 20 (18.02.2017)

Indywidualne
- Zaliczony do:
  - I składu G-League (2018)[9]
  - składu Midseason All-NBA G League Western Conference (2018)

Reprezentacja
- Mistrz Ameryki (2017)
- Uczestnik eliminacji do mistrzostw świata (2017)
- Koszykarz roku kadry USA (2017)
- MVP mistrzostw Ameryki (2017)
- Zaliczony do I składu mistrzostw Ameryki (2017)